# The Hobbit (South Park)
«The Hobbit» (en España y en Hispanoamérica «El Hobbit») es el décimo y último episodio de la decimoséptima temporada de la serie animada South Park, y el episodio N° 247 de la serie en general. El episodio se estrenó en Comedy Central el 11 de diciembre de 2013. La historia se centra en los intentos de Wendy Testaburger de crear conciencia sobre el impacto mediático de la imagen del cuerpo, lo que conduce a que Kanye West trate de convencer al mundo de que su prometida, Kim Kardashian, no es un hobbit.

## Trama
Durante la práctica de porristas, los estudiantes de cuarto grado de primaria de South Park se dan cuenta de que Lisa Berger, una niña de baja confianza quien se ve como "la animadora fea y gorda", carece de entusiasmo en sus vítores. Cuando la capitana del equipo, Wendy Testaburger, trata de ayudarla, algunas de las porritas le dice que Lisa está enamorada de Butters, y Wendy le sugiere que ella le pida una cita para ayudar a aumentar su confianza. Cuando Lisa lo hace, Butters la rechaza, diciendo que ella es "demasiado gorda" para él. Cuando Wendy confronta a Butters por eso, Butters insiste en que le gustan las mujeres que cuidan de sí mismas, tales como su celebridad favorita, Kim Kardashian, con quien se dice es "flaca", a pesar de tener solo un bebé. Wendy dice airadamente a Butters que Kim tiene "el cuerpo de un hobbit", y que las imágenes de su comerciales están photoshoppedadas para hacer su mirada atractiva, y dar lugar a la mala imagen corporal por parte de las mujeres de aspecto normal.
Cuando el Sr. Mackey habla a Wendy y Butters, en lugar de amonestar a Butters por la forma en que habló con Lisa, critica a Wendy por sus comentarios acerca de Kardashian, acusándola de ser motivado por los celos. Como resultado de esto, el novio de Kardashian, Kanye West presenta ante la clase de cuarto grado para explicar que Kardashian no es un hobbit, pero cuando se trata de discutir ese punto, termina socavando su caso por el hecho de conceder atributos de los suyos que son de hecho los de los hobbits. Incluso le llama para preguntarle cómo ella no es un hobbit, una escena que se repite a lo largo del episodio.
Posteriormente Wendy intenta demostrar a Butters cómo se utiliza Photoshop para hacer que la gente parezca más atractiva mediante la alteración de una foto de Lisa para hacer su mirada más delgada y llena de glamour, pero en vez de transmitir a él que la imagen popular de Kim Kardashian es una fantasía, Butters en cambio cree que la imagen alterada de Lisa representa su verdadera apariencia. Horrorizado por la comprensión de que él la rechazó para una fecha, que sube su foto alterada a la Internet, y está a punto de invitarla a salir cuando él descubre que ella y Clyde Donovan ahora están saliendo. Cuando Wendy ve que todos los demás en la escuela ahora se refiere a la imagen alteradas de Lisa como su verdadera apariencia, ella trata de decirles que Lisa es en realidad "gorda y fea". Como resultado de esto, ella llama al Mr. Mackey con la excusa de que ella está celosa, y se compromete a cambiar su comportamiento con el fin de apaciguarle.
En una ceremonia en la que el Papa Francisco es llamado como Persona del Año de la revista Time, West sube al escenario para cuestionar la caracterización de Kardashian como un "hobbit", pero otra vez obstaculiza su propia posición al mencionar que su película, El Hobbit: La Desolación de Smaug, esta un poco relacionado con su reality show "Keeping Up with the Kardashians". Él produce entonces un vídeo musical por el mismo propósito, pero el mismo problema se produce.
Mientras la popularidad de Lisa en la escuela aumenta, las otras animadoras señalan a Wendy como una chica celosa, y Lisa le recomienda que debería producir imágenes photoshoppeadas de ellas también con el fin de aumentar su prestigio entre el alumnado. Cuando Wendy se niega, las porristas, espoleado por un Lisa cada vez más superficial y arrogante, photoshoppean sus propias fotos. Cuando los chicos ahora tomar nota de eso, Stan le pide a Wendy si puede tener una imagen photoshoppeada de ella, y ella se niega airadamente. Ella señala que todas las personas tienen imperfecciones, incluida ella misma, a Stan, y todos los demás en la escuela. Sin embargo, las porristas, Mackey, y una multitud de otros estudiantes escuchan la última parte de su declaración y creen que ella es una chica "celosa". Wendy aparece en el canal 9 de noticias de la mañana para hablar en contra de cómo las imágenes no auténticas de las mujeres ha creado un estándar poco realista de ellas mismas, pero a ella le dicen de nuevo que es una "celosa". Sin embargo, ella se niega a dejar de hablar a favor de tener imágenes photoshoppeadas marcadas explícitamente como tales.
En el medio de la noche, Wendy es despertado por West, quien aparece en su dormitorio para leerle la historia de un hobbit que soñaba con ser hermosa. En la historia, la cual trae West hasta las lágrimas cuando lo lee, el hobbit se vuelve hermosa a través de un poder mágico llamado "Photoshop", pero su verdadera naturaleza está expuesto por una niña que lleva a su verdad ante todos. Sin embargo, el prometido del hobbit le dice que aún la ama. La historia hace que Wendy reflexione y se disculpa por ser una "celosa". Abandonando su cruzada, Wendy photoshoppea entre lágrimas su imagen y la envía a un correo electrónico masivo.

## Recepción
Max Nicholson de IGN le dio al episodio una "gran" calificación de 8,7 sobre 10, diciendo que "puso fin a la temporada 17 con una nota alta, gracias a una premisa bien pensada y un arco de carácter significativo para Wendy (probablemente la mejor). Mientras tanto, el regreso de Kanye West hizo de una gran cantidad de referencias a la cultura pop que va hilarante y decente. En general, el final de este año fue un gran saludo final de la temporada".
Ryan McGee de The AV Club le dio al episodio un B+. Comparó la escena final con Wendy enviando un correo electrónico su foto con Photoshop a sus compañeros de clase a la escena final en el episodio "Estás envejeciendo", comentando que la escena "la naufragó". Él continuó diciendo, "El hecho de que South Park no toma el pie del cuello de este episodio y volver al mundo de regreso a la normalidad da todo el esfuerzo más poder".
David Crow de Den de Geek le dio al episodio 4 sobre 5 estrellas. Él lo llamó "la serie 'sátira social más feroz de toda la temporada", y sintió el episodio comenzó cada vez mejor y mejor una vez Butters rechazó Lisa. Crow también elogió la capacidad de Matt Stone y Trey Parker "diciendo que fue la broma perfecta de 30 minutos".
Danica Bellini de Mstarz encontró el episodio como "hilarante", y enumeró inadvertida de Kanye West comparación de Kim Kardashian a un hobbit entre los aspectos más destacados del episodio.